# Різдвяна зустріч 1888 року

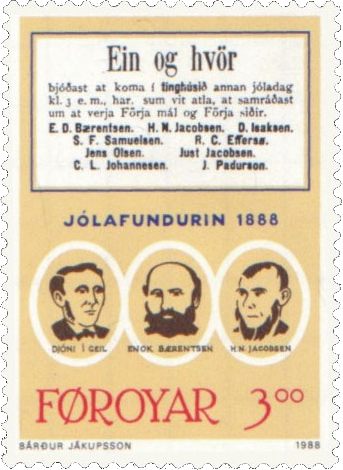
Марка номіналом 3,00 крон

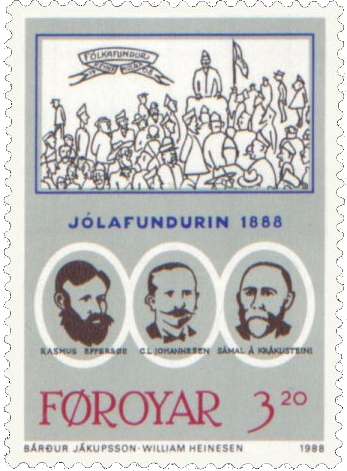
Марка номіналом 3,20 крон

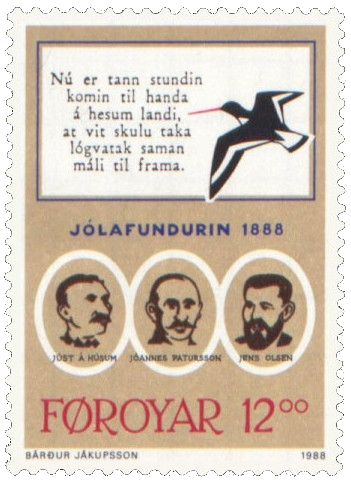
Марка номіналом 12,00 крон

Різдвяна зустріч 1888 року (фарерською: Jólafundurin 1888) вважається офіційним початком Фарерського національного руху.
22 грудня 1888 року єдина на той час газета на Фарерських островах, Dimmalætting, опублікувала таке повідомлення:
запрошуємо зібратися в будинку парламенту на другий день Різдва о 3 годині
дня, де ми обговоримо, як захистити фарерську мову та фарерські традиції.
Запрошення, підписане дев'ятьма видатними фарерцями, ознаменувало початок нової ери в історії Фарерських островів — піднесення національного руху.
Того дня в будинку Льоґтінґу, незважаючи на лютий шторм і сльотаві дороги, зібрався великий натовп. Лунали промови та співалися патріотичні пісні. Кульмінацією зустрічі стало те, що поет Расмус Ефферсе продекламував бойовий гімн, написаний для цієї нагоди молодим Йоаннесом Патурссоном. Послання розлогого вірша було очевидним у першій строфі:
Ось і настала година,
коли ми повинні взятися за руки
і гуртуватися навколо
нашої рідної мови.

## Резолюція
Засідання завершилося прийняттям резолюції з шести пунктів:
1. Фарерську мову слід використовувати як навчальну мову в школах, як тільки з'явиться достатня кількість фарерських шкільних підручників.
2. В історії наголос має бути на національній історії Фарерських островів.
3. Щодо релігії: все данське має бути скасовано, а службу вести фарерською.
4. Священики повинні вільно використовувати фарерську мову в Церкві та поза нею.
5. Фарерська мова повинна використовуватися для всіх офіційних цілей.
6. Нарешті, резолюція наголошувала на необхідності створення Фарерської народної вищої школи.

## Марки
Бардур Якупссон зробив марки, на яких зображені дев'ять осіб, які надіслали запрошення на Різдвяну зустріч у 1888 році.
- Марка номіналом 3,00 крон — Повідомлення в Dimmalætting від 22 грудня 1888 р., яке згадується в тексті.
- Марка вартістю 3,20 крон — Малюнок зібрання в Рейнсмулалаг у 1908 році Вільяма Гейнесена.
- Марка 12.00 крон — перший вірш вірша Йоаннеса Патурссона.